# Tamáslaka
Tamáslaka (szerbül Томашевац / Tomaševac, németül Tomaschewatz) település Szerbiában, a Vajdaságban, a Bánságban.

## Fekvése
Nagybecskerektől délkeletre, Bótos, Orlód, Árkod és Újozora közt fekszik, közigazgatásilag Nagybecskerek községhez tartozik.

## Története
Tamáslaka helyén a török hódoltság előtt még két két falu állt, mivel a község két különböző pontján is templomrom nyomai látszottak és a falu két felét is két különböző néven (Csoke és Marievo) említik. A falu a török hódoltság alatt is lakott hely maradt.
Az 1717-es kincstári összeírásban Tomaschoviz néven a pancsovai kerület helységei között sorolták fel, 20 lakott házzal, és Mercy térképén is lakott helynek tüntették fel.
1750-ben a délmagyarországi kincstári pusztákat bérlő társaság bérelte és a becskereki kerületbe tartozott.
1760-1761. között a kamara új települési helyként a tiszai és a marosi szerb határőrök számára engedte át.
1767-től a német-bánsági katonai határőrvidékhez tartozott, és a német-bánsági 12. számú határőrezred egyik századának székhelye lett.
Az 1788. évi hadjáratkor Tomasevácnál a Temes hídját a Radivojevics György százados vezérlete alatt álló 300 fős csapat védte, melyet a törökök október 17-18. között éjjel megtámadták és az egész hídőrséget felkoncolták. Az elesettek sírját a Temes jobb partján, levő magaslaton emlékkővel jelölték meg.
Az 1848–49-es forradalom és szabadságharc alatt a szeptember 2-án vívott első perlaszi csata után, szeptember 9-én, a szerbek Knicsanin szerb felkelővezér alatt megszállották a községet és a közelében fekvő magaslatokon ütöttek tábort. Ez a tábor a német-bánáti határőrök 3. és 4. ezredéből (2472 ember), 1610 szerbiai önkéntesből és 12 ágyúból állt.
November 30-án Vetter honvédezredes sikertelen támadást intézett Tomasevácz ellen. Ekkor Kiss Ernő tábornok december 5-én a község ellen újabb támadást intézett, melyet Knicsanin 4082 emberrel védett. A szerbek heves küzdelem után visszaszorították a magyarokat, akik közül 250-en elestek, míg a szerbeknek 180 ember volt a vesztesége. Délután 3 órakor a magyar sereg megkezdte a visszavonulást Nagybecskerek felé, míg a szerbek Jarkováczra vonultak s csak egy száz főből álló csapatot hagytak vissza; Kiss Ernő azonban Damjanicscsal egyesülve, újabb támadást tervezett Tomasevácz ellen, de Damjanicsot a szerbek Jarkováczon meglepték, és megakadályozták előnyomulását. Mikor december 14-én este Kiss Ernő Tomasevácz előtt megjelent, a szerbek kis csapata és a község lakossága éjjel titkon elhagyta a sáncokat és elmenekült. Másnap a magyarok behatoltak a községbe, melyet felgyújtottak. Kiss Ernő ezután gyorsan továbbvonult és Szárcsánál egyesült Damjanicscsal.
1849. május 7-én Perczel Mór a község határában fényes győzelmet aratott a Puffer ezredes vezérlete alatt álló császáriakon és szerb felkelőkön.
1910-ben 2727 lakosából 76 magyar, 177 német, 2455 szerb volt. Ebből 215 római katolikus, 32 evangélikus, 2461 görögkeleti ortodox volt.
A trianoni békeszerződés előtt Torontál vármegye Antalfalvai járásához tartozott.

## Népesség

### Demográfiai változások
| 1948 | 1953 | 1961 | 1971 | 1981 | 1991 | 2002 | 2011 |
| ---- | ---- | ---- | ---- | ---- | ---- | ---- | ---- |
| 2518 | 2528 | 2532 | 2354 | 2149 | 1904 | 1765 | 1510 |

## Nevezetességek
- Római katolikus temploma - 1908-ban épült
- Görögkeleti temploma - 1773-ban épült
- Perczel Mór az 1848–49-es forradalom és szabadságharc idején, 1849. május 7-én a község határában aratott fényes győzelmet a Pufer ezredes vezérlete alatt álló császáriakon és a szerb felkelőkön.

## Jegyzetek

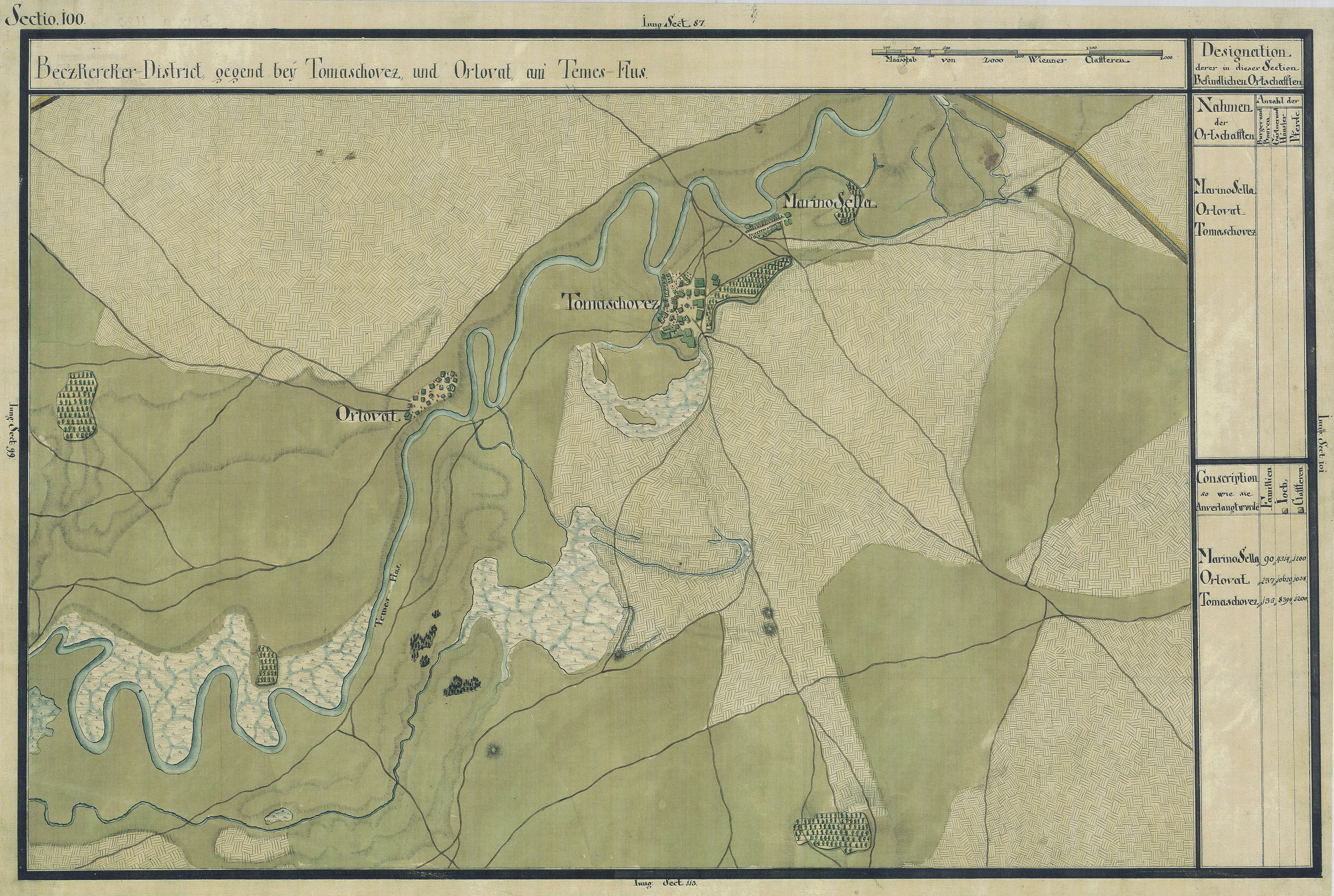
Tamáslaka egy régi térképen